# Gmina Wicko
Die Gmina Wicko ist eine Landgemeinde (gmina wiejska) in der polnischen Woiwodschaft Pommern und gehört zum Powiat Lęborski. Ihr Sitz befindet sich im Dorf Wicko ['vit͡skɔ] (deutsch Vietzig, kaschubisch Wickò) mit etwa 690 Einwohnern.

## Geographie
Die Gmina Wicko liegt in Hinterpommern, etwa 15 Kilometer nördlich von Lębork (Lauenburg in Pommern) und fünf Kilometer südlich der Stadt Łeba (Leba) an der Ostsee.
Zu den Gewässern gehören die Łeba (Leba), die im Westen den größten Teil der Gemeindegrenze bildet. Im Nordwesten gehört ein Teil des großen Jezioro Łebsko (Lebasee) zum Gemeindegebiet, während der kleinere Jezioro Sarbsko (Sarbsker See) vollständig zur Gemeindefläche gehört.
Nachbargemeinden sind:
- Im Powiat Lęborski: Łeba (Leba) und Nowa Wieś Lęborska (Neuendorf);
- im Powiat Wejherowski: Choczewo (Chottschow) und
- im Powiat Słupski: Główczyce (Glowitz) und Smołdzino (Schmolsin).

## Verwaltungsgeschichte
Von 1975 bis 1998 gehörte die Landgemeinde zur Woiwodschaft Stolp.

## Gemeindegliederung
Zur Gmina Wicko gehören zwölf Dörfer mit einem Schulzenamt, denen 25 weitere Ortschaften zugeordnet sind:

### Schulzenämter
| - Białogarda (Belgard a.d. Leba) - Charbrowo (Charbrow, 1938–1945 Degendorf) - Gęś (Gans) - Łebieniec (Labenz) - Maszewko (Klein Massow) - Nowęcin (Neuhof) | - Sarbsk (Sarbske, 1939–1945 Sarsen) - Szczenurze (Schönehr) - Wicko (Vietzig) - Wojciechowo (Münsterhof) - Wrzeście (Freist) - Żarnowska (Lebafelde) |

### Weitere Ortschaften
Bargędzino (Bergensin), Bieśno (Fixenhaspel), Cegielnia Charborowska (Ziegelei), Dychlino (Heinrichswerder), Dymnica (Glashütte), Gąska (Ganske), Górka (Gohrke), Komaszewo (Nieder- und Oberkomsow), Kopaniewo (Koppenow), Krakulice (Karlshof), Lucin (Julienhof), Nieznachowo (Nesnachow), Podróże, Poraj (Neu Hammerstein), Przybrzeże (Neuwerder), Roszczyce (Roschütz), Sądowo, Skarszewo (Scharschow), Steknica (Fichthof), Strzeszewo (Stresow), Szczenurze-Kolonia (Schönehr, Kolonie), Ulinia (Uhlingen), Wrześcienko (Adlig Freest), Zachacie (Holzwärterkaten) und Zdrzewno (Zimdarsen).

## Verkehr

### Straßen
Durch das Gemeindegebiet verlaufen die Woiwodschaftsstraßen 213 und 214:
- DW 213 in Ost-West-Richtung: Celbowo (Celbau) – Krokowa (Krockow) – Słupsk (Stolp). Sie verbindet die Gmina Wicko mit den Nachbarkreisen Powiat Pucki und Powiat Słupski.
- DW 214 in Nord-Süd-Richtung: Łeba (Leba) – Lębork (Lauenburg in Pommern) – Kościerzyna (Berent) – Zblewo (Hochstüblau) – Warlubie (Warlubien). Diese führt von der Ostsee und bis in die Woiwodschaft Großpolen.

### Eisenbahn
Durch das Gemeindegebiet verläuft von Norden nach Süden die Staatsbahnstrecke 229 von Łeba nach Lębork und weiter über Kartuzy (Karthaus) bis nach Pruszcz Gdański (Praust). Die beiden Bahnstationen Steknica (Fichthof) und Wrzeście (Freest bei Leba) liegen auf dem Gebiet der Gmina.